# Julia Morris
Julia Carolyn Margaret Morris (Sídney, Nueva Gales del Sur; 20 de abril de 1968) es una comediante, presentadora, actriz y escritora australiana, más conocida por sus numerosas participaciones como presentadora.

## Biografía
El 31 de diciembre de 2005 Julia se casó con el comediante británico Dan Thomas, la pareja tiene dos hijas Ruby Charlotte Thomas y le dieron la bienvenida a su segunda hija Sophie Rebecca Thomas el 27 de noviembre de 2008.

## Carrera
En 1995 se unió al elenco principal del programa Full Frontal donde interpretó a varios personajes hasta 1996.  En la serie Julia también participó como escritora de varios episodios.
En 2006 apareció como invitada en la serie Not Going Out donde dio vida a Ruth.
En 2008 participó en el programa australiano It Takes Two con David Hobson, la pareja ganó.
En 2012 se unió al elenco principal de la serie House Husbands donde interpreta a la enfermera Gemma Crabb, cuyo esposo Lewis Crabb (Gary Sweet) se queda en casa para cuidar de su hija.

## Filmografía

### Series de televisión
| Año         | Serie          | Personaje         | Notas                    |
| ----------- | -------------- | ----------------- | ------------------------ |
| 2012 - 2017 | House Husbands | Gemma Crabb       | 58 episodios             |
| 2006        | Not Going Out  | Ruth              | episodio "Aussie"        |
| 2001        | Happiness      | Bev               | episodio "Desperate Dan" |
| 1995 - 1996 | Full Frontal   | Varios Personajes | 45 episodios             |
| 1992        | Just Kidding!  | -                 | -                        |

### Escritora
| Año         | Serie        | Notas                   |
| ----------- | ------------ | ----------------------- |
| 1995 - 1996 | Full Frontal | 7 episodios - escritora |

### Presentadora y apariciones
| Año         | Programa                           | Notas                          |
| ----------- | ---------------------------------- | ------------------------------ |
| 2011 - 2012 | The Celebrity Apprentice Australia | 20 episodios - equipo "Ignite" |
| 2008 - 2011 | Good News Week                     | 17 episodios                   |
| 2007 - 2010 | 20 to 1                            | 18 episodios                   |
| 2010        | Sunrise                            | 5 episodios                    |
| 2009 - 2010 | The 7PM Project                    | 3 episodios                    |
| 2008        | It Takes Two                       | 11 episodios                   |
| 2008        | Comedy Gold                        | jueza invitada                 |
| 2001 - 2004 | Liquid News                        | 13 episodios                   |

### Teatro
| Año  | Obra         | Notas |
| ---- | ------------ | ----- |
| 2013 | No Judgement | -     |

## Premios y nominaciones
| Año  | Categoría                    | Premio                          | Obra/Serie/Película/Programa | Resultado |
| ---- | ---------------------------- | ------------------------------- | ---------------------------- | --------- |
| 2018 | Most Popular Actress         | Logie Award                     | House Husbands               | Nominada  |
| 2016 | Best Actress                 | Silver Logie Award              | House Husbands               | Nominada  |
| 2015 | Most Popular Actress         | Logie Award                     | House Husbands               | Nominada  |
| 2014 | Most Popular Actress         | Silver Logie Award              | House Husbands               | Nominada  |
| 2013 | Best Comedy Performer        | Helpmann Award                  | No Judgement                 | Ganadora  |
| 2013 | Most Popular Actress         | Silver Logie Award              | House Husbands               | Nominada  |
| 2004 | Comedy Performer of the Year | Time Out Magazine Award         | -                            | Ganadora  |
| 2002 | Comedy Actress               | Edinburgh Festival Fringe Award | -                            | Ganadora  |